# Expedição Austríaca ao Brasil

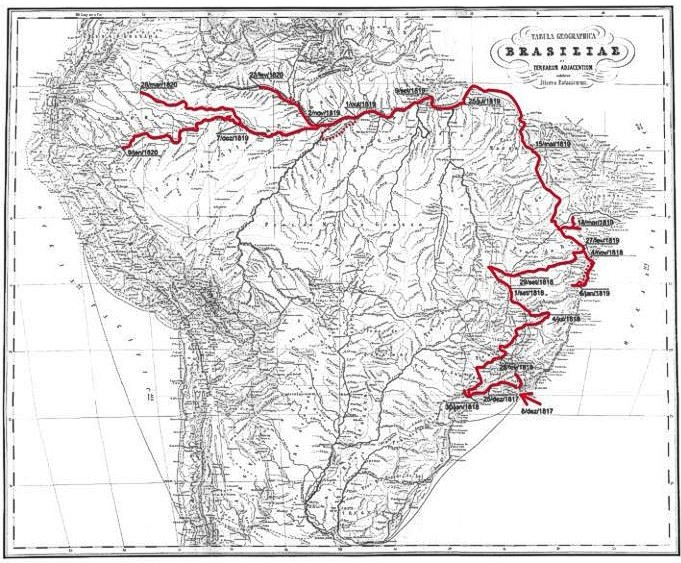
Percurso da expedição de 1817 a 1820

A Expedição Austríaca ao Brasil (Österreichische Brasilien-Expedition) foi uma grande expedição de investigação científica destinada a explorar o Brasil, com destaque para as áreas da Botânica, da Zoologia e da Etnologia, organizada e financiada pelo Império Austríaco e realizada entre 1817 e 1835. A expedição teve como principal apoiante Klemens Wenzel Lothar von Metternich.

## Integrantes
- Carl von Martius
- Carl Franz Anton Ritter von Schreibers
- Giuseppe Raddi
- Johann Baptist von Spix
- Johann Baptist Emanuel Pohl
- Johann Natterer
- Thomas Ender